# Metropolis VI
Metropolis VI es una banda de rock fundada en abril de 2001 por Dani Fernández y Manuel de la Fuente. Al poco tiempo se une Marcial Ortiz, Jorge Cerezo, Dani Pereira (guitarra) e Iván Díaz (batería), grabando su primera maqueta titulada "Metropolis". En 2002 editan su primer trabajo titulado "Saltos en el Tiempo" con la multinacional Tempomusic. En mitad de la gira Iván Díaz abandona la banda, siendo sustituido por Echedey Molina que permanece en la banda junto con Dani Pereira hasta finales de 2004. 
En 2005 entran a estudio, con un nuevo batería (David Saura), y graban "Calma" que ve la luz en 2006 por su propio sello MVI records.

## Componentes
- Marcial Ortiz: (voz).
- Manuel de la Fuente (guitarra).
- Jorge Cerezo (teclado).
- Dani Fernández (bajo).
- David Saura (batería).

- Dani Pereira (guitarra) 2001-2005
- Echedey Molina (batería) 2003-2005
- Iván Díaz (batería) 2001-2003

## Discografía
- Saltos en el tiempo (2002).
- Calma (2006).